# Aloe schomeri
Aloe schomeri es una especie de planta suculentadel género Aloe.  Es originaria de Madagascar.

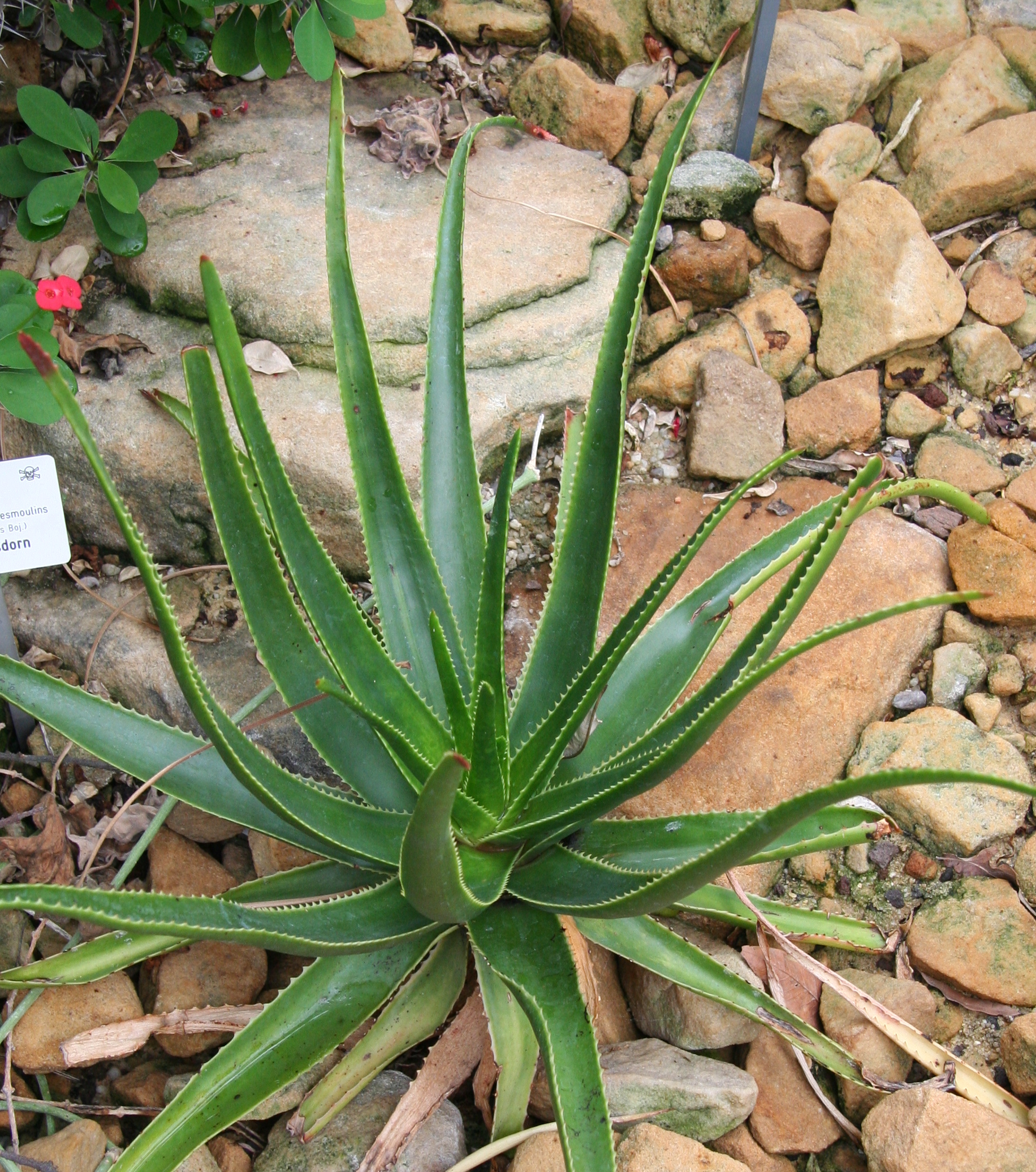
Vista de la planta

## Descripción
Aloe schomeri crece sin tallo o tronco muy corto  y forma grupos. Las hasta 30 hojas lanceoladas estrechas forman densas rosetas. Es de color verde oscuro de 20 a 30 cm de largo y 3 a 5 cm de ancho. El margen es cartílaginoso brillante y casi blanco con dientes casi blancos  de 2 mm de largo y de 5 a 8 mm de distancia. La inflorescencia es generalmente simple o de vez en cuando se compone de una o dos ramas. Alcanza una longitud de hasta 65 centímetros.  Las brácteas tienen una longitud de aproximadamente 9 milímetros, y  5 milímetros de ancho. Las flores son amarillas  de 21 mm de largo y redondeadas en la base.

## Distribución
Es una planta herbácea con las hojas suculentas que se encuentra en Madagascar en la Provincia de Toliara.

## Taxonomía
Aloe schomeri fue descrita por Werner Rauh y publicado en Kakteen und andere Sukkulenten 17(2): 22–23, abb. 1–4. 1966.
Etimología
Ver: Aloe
schomeri: epíteto otorgado en honor de Menko Schomerus, propietario de una mina en Ampanihy en Madagascar.